# Muljica Velika
Koordinati:   43°28′28″N, 16°00′36″E
Muljica Velika je majhen nenaseljen otoček v Jadranskem morju. Pripada Hrvaški.
Muljica Velika, na kateri stoji svetilnik, leži SZ od otoka Drvenik Mali ter le okoli 0,5 km zahodno od otočka Arkanđel. Njegova površina meri 0,016 km². Dolžina obalnega pasu je 0,51 km.
Iz pomorske karte je razvidno, da svetilnik, ki stoji na južni strani otočka, oddaja svetlobni signal: B Bl 3s. Nazivni domet svetilnika je 5 milj.